# Ctenocella limbaughi
Ctenocella limbaughi är en korallart som beskrevs av Bayer 1960. Ctenocella limbaughi ingår i släktet Ctenocella och familjen Ellisellidae. Inga underarter finns listade i Catalogue of Life.